# ميلدريد تومسون
ميلدريد تومسون (بالإنجليزية: Mildred Thompson)‏ هي مصورة ورسامة أمريكية، ولدت في 1936 في جاكسونفيل في الولايات المتحدة، وتوفيت في 2003 في أتلانتا في الولايات المتحدة.